# La Moinerie
La Moinerie – jezioro i krater uderzeniowy w Quebecu w Kanadzie.

## Jezioro
Jezioro wyróżnia się z grubsza kolistym kształtem pośród wydłużonych jezior polodowcowych północnego Quebecu. Ma poszarpaną na skutek erozji linię brzegową z licznymi wysepkami w północno-zachodniej części. Na wysepkach tych znajdowana była brekcja impaktowa i szkliwo powstałe wskutek uderzenia. Jezioro znajduje się w odludnej części Quebecu, dostęp do niego jest możliwy z użyciem hydroplanu.

## Krater
Krater ma ok. 8 km średnicy, jego skały odsłaniają się na powierzchni ziemi (na brzegach jeziora). Powstał około 400 milionów lat temu (najprawdopodobniej w dewonie lub sylurze). Utworzył go upadek małej planetoidy, która uderzyła w skały krystaliczne Tarczy Kanadyjskiej, pochodzące z archaiku. Z kraterem związana jest słaba anomalia siły ciężkości (ok. 5 mgal).